# Christian Lautenschlager
Christian Friedrich Lautenschlager, född 13 april 1877 i Magstadt, Baden-Württemberg, död 3 januari 1954 i Untertürkheim, var en tysk racerförare. 
Lautenschlager började sin karriär hos Daimler-Motoren-Gesellschaft som mekaniker 1899. Senare började han tävla med företagets Mercedes-bilar. Han vann Frankrikes Grand Prix två gånger, 1908 och 1914. Efter första världskriget deltog han bland annat i Targa Florio och Indianapolis 500.

## Källor

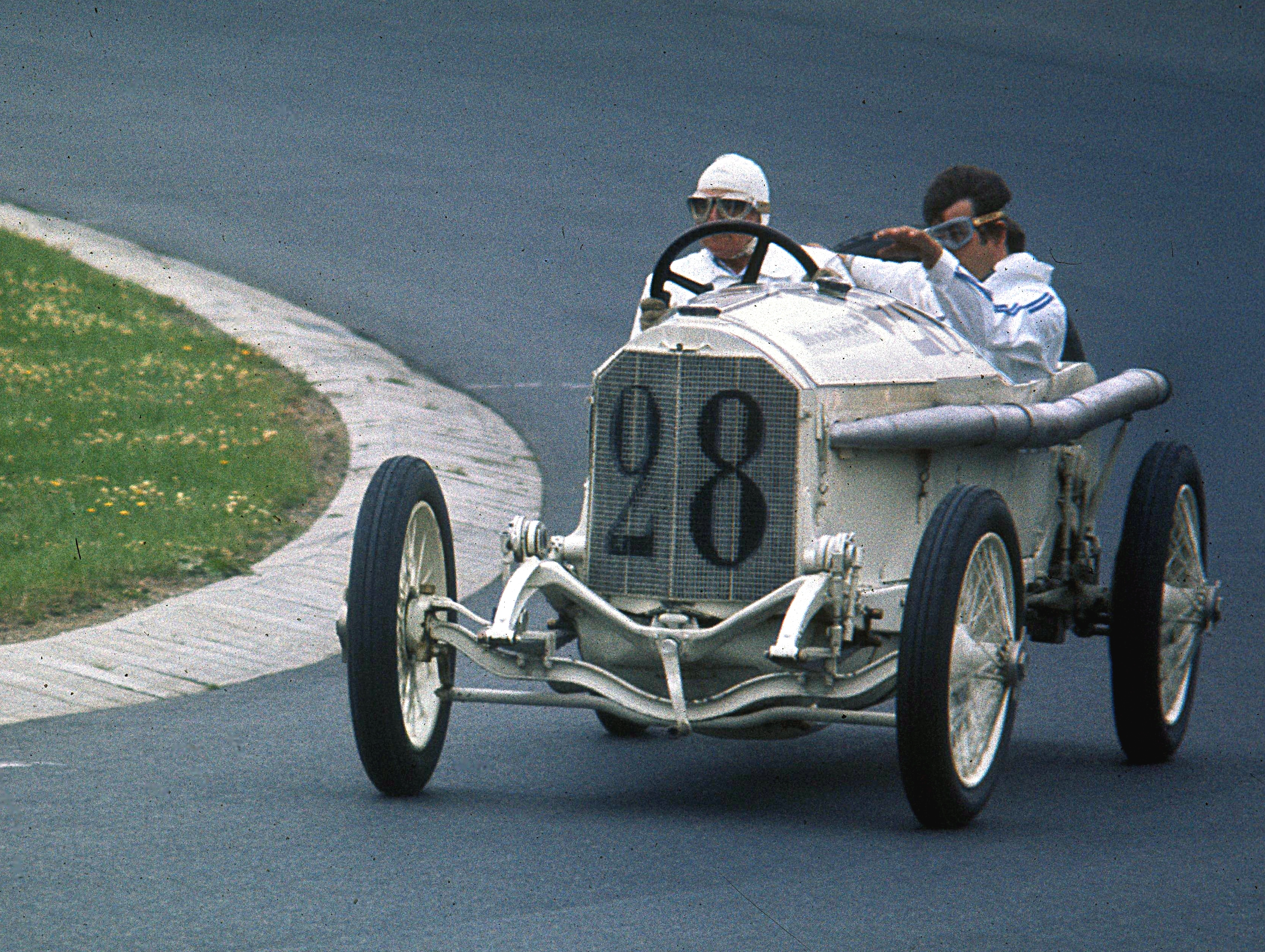
Christian Lautenschlagers Mercedes GP från Frankrikes Grand Prix 1914.